# 小行星111818
小行星111818（111818 Deforest）是一颗绕太阳运转的小行星，为主小行星带小行星。该小行星于2002年2月发现。
該小行星以美國天文學家克雷格·愛德華·德福雷斯特命名。

## 轨道参数
小行星111818的轨道半长轴为450 839 422 km，3.0136325 UA，离心率为0.281。